# Neoarisemus pectinatus
Neoarisemus pectinatus är en tvåvingeart som först beskrevs av Tonnoir 1939.  Neoarisemus pectinatus ingår i släktet Neoarisemus och familjen fjärilsmyggor.
Artens utbredningsområde är Uganda. Inga underarter finns listade i Catalogue of Life.